# فرنسيس هيندريكس
فرنسيس هيندريكس هو سياسي أمريكي، ولد في 23 نوفمبر 1834، وتوفي في 9 يونيو 1920. نشط حزبياً في الحزب الجمهوري. وقد انتخب عضو جمعية ولاية نيويورك ‏ وانتخب عضو مجلس ولاية نيويورك ‏.